# Ioannis Maniatis
Ioannis Maniatis (griechisch Γιάννης Μανιάτης; * 12. Oktober 1986 in Livadia) ist ein ehemaliger griechischer Fußballspieler. Er spielte in der Abwehr als rechter Außenverteidiger und konnte auch im defensiven Mittelfeld eingesetzt werden.

## Karriere

### Verein
Seine ersten Schritte als Fußballer absolvierte Ioannis Maniatis für den AO Thiva. 2003 sichteten ihn Scouter von Panionios Athen. Im Jahre 2004 debütierte Ioannis Maniatis und gehörte fortan zum Stamm der Mannschaft.
Olympiakos konnte den U-21-Nationalspieler im Jahre 2010 unter Vertrag nehmen. Zur Saison 2017/18 wechselte er zum türkischen Erstligisten Alanyaspor.
Zur Rückrunde der Saison 2018/19 verließ er die Türkei und heuerte bei seinem ersten Profiverein Panionios Athen an. Doch schon im Oktober 2019 wurde seine Vertrag wieder aufgelöst und Maniatis gab kurze Zeit später sein Karriereende bekannt.

### Nationalmannschaft
Im Jahr 2006 debütierte Ioannis Maniatis als Nationalspieler für die griechische U-21-Nationalmannschaft.
Aufgrund seiner guten Leistungen bei Panionios Athen berief der griechische Nationaltrainer Fernando Santos den Spieler am 11. August 2010 in die A-Nationalmannschaft. Dort lief er im Spiel gegen Serbien auf.

## Erfolge

### Verein
- Griechischer Meister: 2010/11, 2011/12, 2012/13, 2013/14, 2014/15, 2015/16
- Griechischer Pokalsieger: 2011/12, 2012/13, 2014/15